# Аппельгрен, Эмилия

Зимний пейзаж

Эми́лия А́ппельгрен (швед. Emilia Appelgren; 9 мая 1840, Пудасъярви, Улеаборгская губерния — 9 июня 1935, Хельсинки) — финская художница-пейзажистка. Одна из первых женщин-пейзажисток Финляндии XIX века.

## Биография
После создания в 1846 году Финского общества художников, обучалась в художественных школах на родине и за рубежом. После окончания учёбы, Эмилия Аппельгрен приняла участие в нескольких выставках. Начала свою карьеру на рубеже 1850—1860 годов.
Пейзажистка Э. Аппельгрен была исключением в мире живописи Финляндии, так как в то время женщины-художницы, как правило, в основном, писали портреты.
Эмилия Аппельгрен также была хорошим копиистом и иллюстратором.